# Immigration en Italie
 (septembre 2016).
- Si vous ne connaissez pas le sujet, laissez ce bandeau (vous pouvez alors contacter les auteurs).
- Si vous supprimez le contenu mis en cause (vous pouvez préalablement contacter les auteurs),

argumentez précisément cette suppression dans la page de discussion
(un manque de référence n'est pas un argument ; une recherche réelle de référence doit avoir été effectuée, être formellement documentée).
L'Italie est aujourd’hui l’une des principales « portes d’entrée » de l’Europe pour les immigrants venus notamment du continent africain.
À partir des années 1880 – 1920, les départs en Italie sont compensés par les arrivées, tout d’abord des familles de migrants rentrant au pays puis, à partir des années 1980, des populations d’Afrique du Nord pour pallier le manque de main-d’œuvre pauvre peu qualifiée et nécessaire à certaines activités (notamment l’agriculture).
Non préparée à ce retournement de situation, l’Italie a du mal à trouver sa propre politique d’immigration. Le modèle d’intégration italienne connaît ses premières limites dès la fin des années 1980 ayant du mal à faire coexister les populations d'origine et ces nouvelles populations, indispensables pour des secteurs clés des économies locales du pays. Mais, face au vieillissement de plus en plus important de la population italienne (ayant maintenant un solde naturel négatif, -0,5 ‰ en 2005 d’après Eurostat), selon les idées progressistes, l’Italie va apparaître de plus en plus comme une terre d'accueil.

## Historique
Les arrivées plus massives d’immigrés sur le sol italien sont un phénomène relativement récent, amorcé dans les années 1970, à partir du moment où l’Italie connaît une forte période de croissance économique.

### L’Italie, une terre d’accueil de l’après-guerre
Dès les années 1960, on observe les premières migrations post-coloniales (avec le retour des Italiens de Libye et de l’Afrique du nord-est, doublé du départ de certaines populations éthiopiennes, érythréennes et somaliennes) ou encore le retour des émigrés italiens d'Amérique latine (durant la crise économique et politique qui sévit dans cette région à l’époque), commence à annoncer le phénomène.

### Mise en place de flux migratoires vers l’Italie
Avec l’apparition de crises politiques (décolonisation), et économique (Amérique du Sud notamment), des migrants ou descendants de migrants italiens, reviennent vers ce pays, qui connaît une forte croissance économique, appelé souvent « miracle économique italien » (miracolo economico ou encore boom economico par bon nombre d’économistes, le PIB progressant de 6,1 % par an en moyenne dans les années 1950 et de 5,8 % dans les années 1960[réf. nécessaire], tiré par la production industrielle, le seul équivalent étant le Japon).
Avec la crise économique, survenue au lendemain des Trente Glorieuses, à partir du milieu des années 1970, les principaux pays d’immigrations d’Europe du Nord vont tenter de « fermer » progressivement leurs frontières. L’Italie devient alors une terre ne présentant peu de contraintes, car elle n’a jusqu’ici aucune législation et de pratiques, permettant de contrôler les flux d’entrées (à la différence de ses voisins). De plus étant un pays touristique, cela facilite les arrivées de personnes en quête de travail et disposées à accepter une situation d’irrégularité.[réf. nécessaire]
Certains secteurs saisonniers comme l’hôtellerie, l’agriculture, le bâtiment vont faire appel dès ces années 1960-1970 à de la main d’œuvre étrangère peu coûteuse, du fait de la disparition des dernières couches les plus pauvres du Mezzogiorno, dans les flux internes sud-nord[réf. souhaitée]. Dès les années 1980, on trouve un nombre important d’immigrés établis dans des provinces telle que la Toscane, la Campanie, le Latium… acceptant des travaux précaires, dû à l’irrégularité de leur situation.
Ces flux augmentent sans que ni les forces politiques, ni l’opinion publique italienne ne s’en émeuvent particulièrement. Aucune mesure spéciale ne sera prise par rapport à ce phénomène récent avant 1986. Jusque-là les mesures concernant l’entrée et le séjour d’étrangers sur le territoire italien restent fondées sur des textes de 1931[réf. souhaitée].
En 1986 les premières mesures prises visent à régulariser les étrangers déjà présents en Italie et à programmer les flux à venir. En 1989 est votée la loi Martelli (du nom du ministre de l’intérieur de l’époque), qui établit les bases d’un contrôle de l’immigration et permet dans un même temps la régularisation de près de 700 000 étrangers[réf. souhaitée].
Dès lors les frontières de l’Italie commencent à se fermer elles aussi, les entrées prenant le plus souvent les voies clandestines (notamment en provenance du Maghreb et de l’Albanie), ce qui donne lieu durant les années 1990 à plusieurs régularisations[réf. souhaitée].

### Historique des flux de migrants durant les années 1980-2000
| Année | Population |
| ----- | ---------- |
| 1981  | 321 000    |
| 1991  | 625 000    |
| 1996  | 924 500    |
| 2001  | 1 334 889  |
| 2006  | 2 670 514  |
| 2011  | 4 570 317  |
| 2016  | 5 026 153  |

Pour reprendre les mots de Clara Gallini, dans son article sur le racisme en Italie : « l'Italie est confrontée à l'arrivée massive d'une main-d'œuvre bon marché, qui s'est dispersée en diverses régions pour y occuper de multiples fonctions. En Sicile, les Nord-africains espèrent s'engager sur les bateaux de pêche ; en Campanie, des étrangers aux origines diverses attendent d'être embauchés comme ouvriers agricoles saisonniers et vivent entassés dans des bidonvilles […]. Dans les grandes villes les sans-travail et sans-toit cherchent un refuge dans des dortoirs provisoires tandis que les femmes de ménage sud-américaines ou en provenance des Philippines, dorment sur les divans des salons et confient leurs enfants aux crèches de solidarité. Dans les petites industries du nord, qui bénéficient d'un récent boom économique, on rencontre un petit nombre d'ouvriers dispersés mais en régulière augmentation. En Toscane, une minorité de Chinois s'organise en ateliers artisanaux. Un peu partout, on voit sur les places et les plages les vendeurs ambulants nord-africains ou sénégalais, « nomades » à la recherche d'une sédentarité toujours plus précaire. Peut-être les moins nombreux, à coup sûr les plus visibles, ils ont déjà un nom : les vu'cumpra', « tu veux acheter ? » […] ».
À partir des années 1980, on assiste à une intensification des arrivées en provenance de la rive sud de la Méditerranée. Aux Tunisiens déjà présent dans l’agriculture du sud de la péninsule, et qui se stabilisent, viennent s'ajouter les Marocains, les Égyptiens (se distinguant par une trajectoire migratoire beaucoup plus stable, dont la destination est presque exclusivement les grandes aires urbaines, en particulier Milan) et, surtout à partir des années 1990, les Algériens. Mais c’est la communauté marocaine qui a le plus augmenté, pour devenir la plus nombreuse jusqu'au début des années 2000 [réf. souhaitée].
Les années 1980 ouvrent aussi le front de l'immigration provenant de l'Afrique subsaharienne, jusqu'alors ponctuelle. C'est surtout l'Afrique de l'Ouest qui alimente ces flux migratoires parmi lesquels on distingue des migrants du Nigeria, du Sénégal, du Ghana, du Mali, de la Côte d'Ivoire, du Burkina Faso et de Gambie. Toujours à cette époque, l'immigration destinée à occuper les emplois de travail domestique s'intensifie et, aux étrangers asiatiques déjà présent (Philippines…) s’ajoutent aussi l’Amérique du Sud (Pérou…).
Cependant la décennie 1990 se caractérise non seulement par la consolidation des flux migratoires existants, mais aussi par l'apparition soudaine de nouveaux dans tous les pays de l'Europe occidentale, liés à la chute du Rideau de fer et à la disparition du régime soviétique. L'arrivée de milliers d’Albanais pendant le printemps et l'été 1991 dans le port de Bari symbolise l'ouverture de cette nouvelle « frontière » orientale.
En 2009, avec 6 %  de population étrangère, l'Italie se trouve déjà au dessus de la moyenne européenne - UE27 - (5,6 %). Sa distribution sur le territoire est très inégale avec une forte présence dans les régions du Nord et du Centre.

### Crise migratoire
Dans les années 2010 et lors de la crise migratoire en Europe, l'Italie se trouve sur la « route centrale » qui mène les migrants de la Tunisie et de la Libye vers l'Europe. Entre le 1er janvier et le 27 décembre 2016, 180 392 migrants arrivent sur les côtes italiennes. En dépit des promesses de relocalisation d'autres pays européens, le système reste « au point mort » et le gouvernement italien indique que 176 290 migrants sont encore dans le pays, contre 103 792 en 2015 et 66 066 en 2014.
L'origine des passeurs qui viennent leur proposer leurs services est sensiblement différente de celle des migrants. Sur 880 personnes arrêtées en Italie pour ces faits entre janvier 2014 et août 2015, il y aurait 279 Égyptiens, 182 Tunisiens, 77 Sénégalais, 74 Gambiens, 41 Syriens, 39 Érythréens, 29 Marocains, 24 Nigérians et 22 Libyens,.
Contrairement à la croyance populaire, la majorité des personnes arrivant en Italie ne sont pas des réfugiés. Les principaux pays d'origine des migrants par mer en janvier 2020 étaient l'Algérie, la Côte d'Ivoire et le Bangladesh, selon le ministère italien de l'Intérieur. En 2019, les Tunisiens et les Pakistanais étaient les plus nombreux. À la fin de la procédure d'asile, 95 % des demandeurs de tous ces pays sont rejetés. En 2019, sur les 12 000 migrants qui sont arrivés sur la côte italienne, 4 122 personnes sont venues de Libye, les autres sont venus de Tunisie (3 633), d'Algérie (894) et même de Turquie (1 921).
En 2020, Confagricoltura et Coldiretti, les principaux représentants du secteur agricole transalpin, demandent la régularisation d'une partie des 600 000 clandestins présents en Italie. Cette proposition est soutenue par Luciana Lamorgese, Nunzia Catalfo et Teresa Bellanova, ministres de l'Intérieur, du Mezzogiorno, du Travail et de l'Agriculture. Un décret sera prochainement adopté pour régulariser environ 200 000 clandestins qui auront la possibilité d'obtenir un contrat de travail dans la filière agricole. Ceci représenterait la plus importante régularisation depuis plus d'une décennie en Italie.

## Les étrangers sur le sol italien depuis 2000
Aujourd’hui, avec l’ouverture de l’Europe à l’est, le continent européen est à la première place (avec 47,9 %) suivi de loin par l'Afrique (23,5 %) en termes d’étrangers. Après la dernière régularisation, le classement des nationalités change de façon importante. À la suite de la disparition du visa pour les Roumains, les demandes de régularisation présentées par ces derniers représentent un cinquième de l'ensemble des demandes de permis de séjour (150 000). Ainsi, la communauté roumaine (dont on compte plus de 10% de Roms de Roumanie) est devenue la plus importante, tandis que le Maroc et l'Albanie en 2003 sont loin derrière, même s'ils enregistrent une légère augmentation.
| Les principales nationalités en Italie en 2000 | -         | Les principales nationalités en Italie en 2003 | -         | Les principales nationalités en Italie en 2016 | -         |
| ---------------------------------------------- | --------- | ---------------------------------------------- | --------- | ---------------------------------------------- | --------- |
| Maroc                                          | 149 500   | Roumanie                                       | 239 426   | Roumanie                                       | 1 168 552 |
| Albanie                                        | 115 800   | Albanie                                        | 233 616   | Albanie                                        | 448 407   |
| Philippines                                    | 61 000    | Maroc                                          | 227 940   | Maroc                                          | 420 651   |
| Serbie                                         | 54 700    | Tunisie                                        | 155 802   | Chine                                          | 281 972   |
| Roumanie                                       | 51 600    | Ukraine                                        | 112 802   | Ukraine                                        | 234 354   |
| États-Unis                                     | 47 600    | Chine                                          | 100 109   | Philippines                                    | 166 459   |
| Chine                                          | 47 100    | Philippines                                    | 73 847    | Inde                                           | 151 430   |
| Tunisie                                        | 44 000    | Pologne                                        | 65 847    | Moldavie                                       | 135 661   |
| Sénégal                                        | 37 400    | Sénégal                                        | 47 762    | Bangladesh                                     | 122 428   |
| Allemagne                                      | 35 400    | Inde                                           | 47 170    | Égypte                                         | 112 765   |
| Sri Lanka                                      | 29 900    | Pérou                                          | 46 964    | Pakistan                                       | 108 204   |
| Égypte                                         | 28 300    | Équateur                                       | 45 859    | Sri Lanka                                      | 104 908   |
| Pologne                                        | 27 700    | Égypte                                         | 44 798    | Sénégal                                        | 101 207   |
| Pérou                                          | 26 500    | Sri Lanka                                      | 41 539    | Pérou                                          | 99 110    |
| Inde                                           | 25 600    |                                                |           | Pologne                                        | 97 062    |
| Autres pays                                    | 470 000   |                                                |           |                                                |           |
| Total                                          | 1 252 000 |                                                | 1 409 251 |                                                | 5 026 153 |
| Dont UE                                        | 145 800   |                                                |           |                                                |           |

Comme on peut le voir dans les tableaux précédents, l’Italie joue un rôle primordial dans l’immigration de populations venues d’Afrique, notamment d’Afrique du Nord : les Marocains sont en 2001 la première population étrangère de la péninsule, avec près de 150 000 ressortissants, répartis essentiellement dans les provinces du Nord de l’Italie (voir carte). On trouve aussi des Tunisiens (44 000 étrangers), Égyptiens, mais aussi Libyens et Algériens.
La répartition des étrangers dans l’espace fait apparaître de nos jours une grande proportion d’étrangers en situation régulière dans les grandes régions urbaines et industrielles et une présence importante dans les régions à dominante agricole ou quand le commerce informel est développé (voir la carte Répartition des immigrés régularisés sur le territoire italien en 2002).
En 2005, on comptait en Italie près de 2,8 millions d’étrangers, mais ce chiffre ne se réfère qu'aux présences officielles et ne prennent pas en compte la dimension clandestine estimée entre 300 000 et 400 000 personnes. Ce chiffre inclut en revanche les étrangers provenant des pays les plus développés comme les États-Unis, la Suisse, la France…
Au début des années 1980, on n'en comptait que 20 000 dans tout le pays. En 2012, ils sont 4,5 millions.

## Naturalisations
Le rythme des naturalisations a augmenté de cinq fois en 10 ans, plaçant l'Italie, en 2017, à la première place en Europe pour l'octroi de la nationalité à des étrangers.
Selon les données publiées par la Fondation ISMU (l'institut de recherche qui analyse les changements générés par les migrations internationales) en 2017, de plus en plus de citoyens étrangers acquièrent la nationalité italienne. L'octroi de la citoyenneté donnée aux migrants étrangers a rapidement augmenté au cours des dix dernières années: il est de 12 000 en 2002, de 35 000 en 2006, passe à 101 000 en 2013, 130 000 en 2014, 178 000 en 2015, pour atteindre 202 000 en 2016.
Au total, entre 2007 à 2016, les acquisitions de nationalité en Italie concernent 956 000 personnes, les Albanais et les Marocains étant en 2016 les plus nombreux à obtenir la citoyenneté italienne. En 2016, le plus grand nombre d'acquisitions se situe en Lombardie, en Vénétie et en Émilie-Romagne.

## Les conséquences de cette récente immigration
La politique du gouvernement italien au milieu des années 1990 ouvre un débat entre partis politiques[réf. nécessaire], dont certains[Qui ?] estiment qu’il est temps de stopper cette « invasion ». Certains partis politiques comme la Ligue du Nord estime qu’il n’y a que la répression qui peut arrêter ce phénomène. Néanmoins, la Ligue du nord trouve dans cette immigration la légitimité de leur vieille revendication séparatiste entre le Nord et le Sud du pays, puisque le Mezzogiorno est la terre d’origine de plusieurs organisations mafieuses qui participent à cette immigration clandestine. Mais ces réserves n’empêchent pas le gouvernement Berlusconi en 2002 de procéder à la régularisation de plus de 700 000 clandestins.
Si les gouvernements agissent par « réalisme », peu importe leurs bords politiques, l’opinion publique dans son ensemble est sensible aux risques de débordements insécuritaires liés à ces immigrés, véhiculé par les médias en ignorant le rôle économique qui leur est dû[réf. nécessaire]. Le quotidien roumain Cotidianul (en) estime que les migrants originaires de ce même pays contribuent pour près de 11 milliards d’euros par an à la richesse du pays et titrait à la une du 6 novembre 2007 : ‘Romani di merda’ produe 11 milliarde pe an in Italia[réf. souhaitée].
L'Italie est par ailleurs le pays européen avec le plus grand nombre d'étrangers sans abri[réf. nécessaire]. C'est ainsi un pays dont le nombre d'immigrés est supérieur à celui des Italiens parmi les sans-abri[pas clair]. En général, on remarque un dualisme important du marché immobilier qui révèle un processus d'exclusion sociale, caractérisé par une véritable discrimination pour l'accès au logement. En effet, aux migrants sont réservés les logements en mauvais état, ceux que l’on ne propose même pas aux Italiens et, en plus, à des prix exorbitants : il s’agit de bassi, autrement dit d’habitations situées au rez-de-chaussée ou en tout cas sombres et malsaines dans le centre des villes ou les pires logements des périphéries urbaines[réf. nécessaire]. Le logement précaire est très répandu parmi les clandestins : usines désaffectées et fermes abandonnées ou encore bidonvilles comme ceux de Villa Literno à Caserte, appelé le ghetto, et qui a brûlé en 1995[réf. souhaitée].

### L’insertion progressive des immigrés dans la société italienne
On observe que les régularisations effectuées par les différents gouvernements ont eu pour effet à chaque fois de créer de nouveaux appels de clandestins. En effet, après l’obtention de papiers, ces étrangers quittent les emplois précaires qu’ils occupaient jadis, faute de mieux[réf. nécessaire]. Et, dans bon nombre de cas, l’insertion professionnelle des migrants se fait dans des activités délaissées par les Italiens et que la sociologie anglo-saxonne définit par trois D : dirty, dangerous, demanding (sale, dangereux, difficile).
Ces immigrés tentent progressivement de s’insérer dans la société italienne, appuyés par des organisations non gouvernementales, ainsi que l’Église (toujours très influente en Italie) avec par exemple Caritas, demandant une meilleure politique du regroupement familial, de reconnaissance des droits et d’accès à la citoyenneté.
Deux exemples illustrent le processus d’intégration et de stabilisation au sein de la société italienne mis en place par les migrants en l’absence d’une véritable politique d’intégration :
- Tout d’abord, citons le rôle croissant du travail autonome des migrants. Les entrepreneurs étrangers sont au nombre de 170 000 dans la péninsule (voir document 6), un chiffre qui a doublé depuis la fin des années 1990. Les secteurs les plus prisés étant le bâtiment, la restauration (surtout exotique), l’artisanat, les services (centres d'appel), l’agriculture et la confection.

On peut y lire : Déjà 170 000 d'entre eux ont créé leur entreprise – 30 000 en Lombardie, les Marocains en tête.
- Autre indice de stabilisation des populations étrangères : la présence de familles (on assiste à une augmentation des regroupements familiaux et des permis de séjour pour raisons familiales, soit 400 000 permis de séjour, dont 60 % au Nord) et surtout la présence de mineurs. Ce sont les données sur la scolarisation des mineurs qui soulignent l’évolution extrêmement rapide de la présence étrangère: au début des années 1990 il n’étaient que 180 000, en 2004 ils étaient 420 000 (voir document 7).

### Développement du racisme dans la population italienne
L'Italie, jusqu’aux années 1970, est beaucoup plus une terre d’émigration que d’immigration, bien que de petits groupes d’étrangers (minoritaires) vivent déjà sur leur sol. L’absence de toute législation pour contrôler ces flux à partir du moment où ces étrangers deviennent de plus en plus importants, en plus de l'image véhiculée par des médias, inquiète la population.[réf. nécessaire]
À la fin des années 1980, l’Italie est confrontée aux premières violences dites « racistes ».
Des tentatives d'homicides explicites motivent une série d'actions plus alarmantes. Le 23 décembre 1991 à Bologne, de deux à quatre jeunes armés s'approchent d'un camp de nomades et tuent deux femmes. Même dynamique quelques jours plus tard, dans un campement nomade, puis à Jesi, où une fillette est blessée de deux coups de fusil de chasse. L'action de Bologne est revendiquée par un groupe « Europe blanche », celle de Rome par un tract au contenu raciste.[réf. nécessaire]

### Une politique migratoire limitée
[réf. nécessaire]. Les différents partis qui se sont succédé au pouvoir depuis les années 1990, ont procédé à de nombreuses régularisations comme nous avons pu le voir précédemment. Lors d’une réunion interministérielle à Cannes en 1995, les partenaires européens ont essayé de faire pression sur l’Italie pour qu’elle abandonne ce genre de politique. La raison étant qu’à l’heure de la « fermeture des frontières » face à l’immigration, les principaux pays d’accueil (Allemagne, France, Royaume-Uni…) craignent que l’Italie ne soit qu’une étape de migration : l’Italie étant membre de l’Espace Schengen, les étrangers qui obtiennent une régularisation peuvent ainsi se déplacer et s’installer au gré de leurs envies ou besoins dans cet espace.
Par ailleurs, au même titre que l’Espagne, de par leur situation péninsulaire et la difficulté de surveiller toutes les côtes, l’Italie est une des portes d’entrée de l’immigration clandestine (voir carte des immigrations clandestines en Europe). Les principaux flux viennent principalement d’Albanie, de Tunisie et de Turquie. Au nord du pays se développe aussi une immigration clandestine en provenance des anciens pays communistes d’Europe de l’Est à destination de l’Italie mais aussi d’autres pays européens. Face aux demandes de ses partenaires européens, il est difficile aux autorités italiennes de pouvoir contrôler tous ces flux, tant les entrées sont nombreuses sur le territoire[réf. nécessaire].

### Immigration et criminalité
C’est surtout les conflits émanant des différentes communautés, amenant un climat d’insécurité, qui inquiètent les populations. Ces nuisances sont souvent attribuées aux mafias de toutes nationalités (les plus visées étant les mafias albanaises, roumaines, etc.) qui contrôlent l’essentiel des vols à la tire ou des trafics en tout genre.[réf. nécessaire]. En 2007, le débat est ravivé avec la découverte d’une Romaine de 47 ans assassinée près d’un camp de tsiganes, le principal suspect serait un immigré roumain de 24 ans et ce à une période où le ministère italien de l’Intérieur publie ses chiffres confirmant une augmentation des délits sur le territoire. Les Roumains, constituaient, fin 2006, la population étrangère la plus nombreuse d'Italie avec 550 000 personnes (soit 15 % des immigrés) et la plus impliquée dans des affaires de délinquance : trois mille d'entre eux avaient été emprisonnés entre janvier et début novembre 2007. Après la mort de cette femme, les préfets sont chargés d'exécuter les mesures d'éloignement qui devraient concerner plusieurs centaines de Roumains.
L‘Italie est également confrontée au fait que la mafia s'est en partie infiltrée dans le système d'asile du pays.